# Coronation Fund Managers
Coronation Fund Managers est une société de gestion de fonds de tiers sud-africaine créée en 1993 et dont le siège est situé au Cap. La société dispose d'emplacements dans tous les grands centres et bureaux sud-africains en Irlande, au Royaume-Uni, et en Namibie où il est représenté par la Namibia Asset Management qui un partenaire stratégique pour la société. Depuis septembre 2014, elle dispose d'un actif sous gestion de plus de 588 milliards d' €.